# Hatiora epiphylloides
A Hatiora epiphylloides egy kultúrában csak ritkán tartott kaktuszfaj, rokonainál kevésbe ismert, mivel virágtalan állapotban nagyon könnyű összetéveszteni a rokon Schlumbergera genus tagjaival, melyekkel azonos élőhelyen fordul elő.

## Elterjedése és élőhelye
Brazília: Rio de Janeiro állam, Serra da Mantiqueira (Serra da Itatiaia), epifitikus és epilitikus a hegyi köderdőkben, 800–1600 m tengerszint feletti magasságban.

## Jellemzői
Epifitikus, csüngő hajtásrendszerű alacsony bokor, szára hajtásszegmensekből épül fel. A szegmensek 25 mm hosszúak, 10 mm szélesek, szélein élesen levágottak. Areolái gyengén fejlettek vagy hiányoznak. Sárga virágai a legfiatalabb szegmensek végein jelennek meg, magánosak, 10 mm hosszúak. A virágok kivételesen jelennek csak meg a szegmensek élein, mint a Schlumbergera genus esetében.
A Rhipsalidopsis subgenus tagja. Ez a taxon gyűjteményekben kivételesen található meg bonyolult tartási körülményei miatt, vegetatív állapotban pedig igen könnyű összetéveszteni a Schlumbergera russelliana taxonnal. Élőhelyi konzervációja biztosított, mivel elterjedési területének nagy része nemzeti parki területen fekszik.